# Germania Slavica

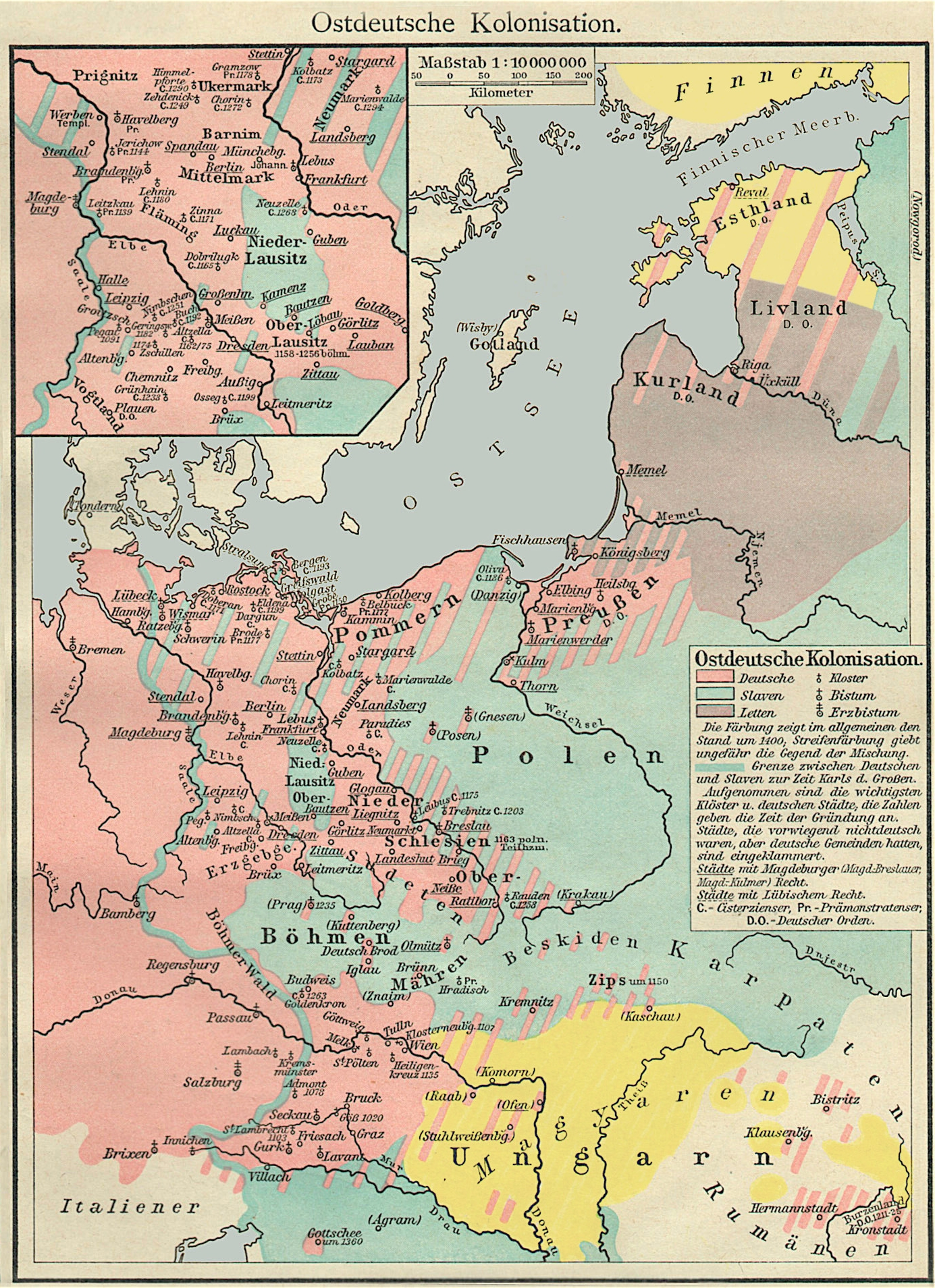
Ausdehnung der deutschen Ostsiedlung in die slawischen Gebiete mit sprachlich gemischten Gebieten um 1400 (schraffiert) und anfängliche Westausdehnung des slawischen Sprachgebiets um 800 n. Chr. als blaues Band. Aus dem Putzger-Schulatlas 1893.

Germania Slavica bezeichnet einerseits als Forschungsbegriff des 20. Jahrhunderts eine historische Landschaft östlich der frühmittelalterlichen deutsch-slawischen Sprachgrenze (etwa östlich der Elbe-Saale-Linie) und andererseits eine wissenschaftliche Arbeitsgruppe zur Erforschung der Verhältnisse in diesem Gebiet während des Hochmittelalters („Deutsche Ostsiedlung“). Der Artikel behandelt auch überholte Ansichten zur Germania Slavica (z. B. Geschichtsbild der Mark Brandenburg) und gibt Hinweise zum neueren Forschungsstand.

## DieGermania Slavicaals historische Landschaft
Die Germania Slavica ist eine Raumbezeichnung, die von Wolfgang H. Fritze als Forschungsbegriff in die mediävistische Terminologie eingeführt wurde, anlässlich der Gründung seiner gleichnamigen Interdisziplinären Arbeitsgruppe (IAG) 1976. Erstmals verwendet wurde dieser Begriff von Walter Schlesinger 1961, und zwar als Analogiebildung zum 1932 von Theodor Frings geprägten Forschungsbegriff Germania Romana. Germania Romana bezeichnete (im Gegensatz zur Germania Libera) nach Frings die Räume, „in denen deutsche Sprachentwicklung […] von der Einwirkung romanischer Substrate mit bestimmt worden ist“, also im Wesentlichen die Gebiete westlich des Rheins und Neckars sowie südlich der Altmühl und der Donau (Limes).
Entsprechend formulierte Fritze 1980: Als Germania Slavica bezeichnen wir „den Bereich der mittelalterlichen deutschen Ostsiedlung in den slawisch besiedelten Gebieten östlich von Elbe und Saale, soweit er sprachlich germanisiert worden ist“. Walter Lammers definierte: „Der Raum zwischen der Westgrenze der mehr oder weniger dauernden slawischen Siedlung und der Ostgrenze der deutschen Neustämme, wie sie sich im 19./20. Jahrhundert ausgebildet vorfanden.“ Die Westgrenze wurde durch Wagrien, wo sich der westlichste slawische Fürstensitz (Oldenburger Wall) befand, das Wendland und die Altmark, dann durch die Elbe und Saale und die Südgrenze durch Oberfranken und die Oberpfalz (Bavaria Slavica) markiert.
Hinsichtlich der östlichen Ausdehnung hat die polnische Forschung den Gegenbegriff der Slavia Germanica zur Diskussion gestellt, so dass sich im Gebiet der Pommerellen, der Lausitzen und Schlesiens Verzahnungen ergeben.
Die (durch Sprachverbreitung definierten) westlichen und östlichen Grenzen der mittelalterlichen Germania Slavica sind nicht identisch mit neuzeitlichen Staatsgrenzen. Wegen der unterschiedlichen Zugänglichkeit zu Forschungsgrundlagen wird allerdings auf Vorschlag von Klaus Zernack aus pragmatischen Gründen zwischen der Germania Slavica 1 und der Germania Slavica 2 unterschieden, getrennt durch die Oder als Staatsgrenze seit 1945, obwohl die historischen Landschaften Pommern und Lebus von der Oder durchschnitten werden. Neuerdings wird die Germania Slavica 1 in eine „nördliche“ (Mecklenburg-Vorpommern und Brandenburg) und eine „südliche“ (Sachsen) unterteilt.
Letztlich geht es aber bei der Germania Slavica als deutsch-slawischer Kontaktzone nicht vordergründig um einen Raum, sondern um den Ort geschichtlicher Prozesse. Es geht also nicht um die (einseitige) Darstellung der Deutschen Ostsiedlung, sondern um die Prägung des Raums unter Einbeziehung der slawischen Bevölkerung, (vor allem der Elbslawen) und zwar sowohl in der Zeit vor der deutschen Zuwanderung als auch während des hochmittelalterlichen Landesausbaus.

## Die Germania Slavica als interdisziplinäre Forschungsgruppe an der FU Berlin (1976–1991)

### Gründung und Personen
Wolfgang H. Fritze gründete die Forschungsgruppe im Sommersemester 1976 am Friedrich-Meinecke-Institut der Freien Universität Berlin. 1978 wurde sie von den Universitätsgremien als Interdisziplinäre Arbeitsgruppe (IAG) anerkannt. Anfang 1979 zählte sie 22 Mitglieder: 15 aktive und 7 beratende. Neben Fritze zählten zu ihr die Professoren Heinz Quirin und Wolfgang Ribbe sowie die damaligen wissenschaftlichen Mitarbeiter Eberhard Bohm, Felix Escher, Christian Gahlbeck, Hans-Ulrich Kamke, Barbara Sasse, Winfried Schich und Wolfgang Wippermann (alle Aufzählungen in alphabetischer Reihenfolge). Zu den geistigen Vätern und gleichgesinnten Mitstreitern zählten Helmut Beumann, František Graus, Gerd Heinrich, Herbert Jankuhn, Hans-Dietrich Kahl, Herbert Ludat und Walter Schlesinger.
Die IAG Germania Slavica legte Wert auf Zusammenarbeit mit den Forschern der slawischen Nachbarländer. Aus politischen Gründen waren Treffen mit Kollegen aus der VR Polen und der ČSSR einfacher als mit denen aus der DDR, obwohl die IAG wichtige Grundlagenwerke benutzte, die von der Akademie der Wissenschaften der DDR erstellt worden waren: vor allem das Corpus archäologischer Quellen zur Frühgeschichte auf dem Gebiet der DDR (hrsg. von Peter Donat und Joachim Herrmann), das vor allem von Lieselott Enders bearbeitete Historische Ortslexikon für Brandenburg sowie das Brandenburgische Namenbuch (beide jeweils 11 Bände). Dennoch gab es inoffizielle Kontakte zu Wissenschaftlern der DDR, und die Mitglieder der IAG nutzten die Einreisemöglichkeiten des Kleinen Grenzverkehrs zum Besuch der historischen Stätten.

### Generelle Aufgabenstellung
Wolfgang Fritze hat sich wiederholt an eine breitere Öffentlichkeit gewandt, der er bewusst machen wollte, dass es einen slawischen Anteil an der deutschen Geschichte gibt und dass dieser vorzugsweise im Osten des historischen Deutschlands zu lokalisieren ist, ebenso wie der bereits weithin bekannte römische Anteil im Westen. Wolfgang Fritze wollte (wie Schlesinger) das slawische Element als Bestandteil der ostdeutschen „Identität“ anerkannt wissen: „Wir Mittel- und Ostdeutschen [haben uns der Slawen], dieses tapferen, konservativen, auch wohl ein wenig hinterwäldlerischen […] Bauernvolkes nicht zu schämen, das wir zu unseren Vorfahren zählen.“ Wolfgang Fritze und seinen Weggefährten ging es darum, nach dem Zweiten Weltkrieg und den schrecklichen Ereignissen der NS-Zeit im Osten zu einer neuen Bewertung des deutsch-slawischen Verhältnisses in der deutschen Geschichte zu gelangen.
Im Zentrum der Arbeit stand die These: Die deutsche Ostsiedlung des hohen Mittelalters hat in den Ländern des historischen Ostdeutschlands, aber auch in Polen und der Tschechoslowakei zu einer wechselseitigen Durchdringung von slawischer und deutscher Bevölkerung, slawischer und deutscher Wirtschaft, Siedlung, Gesellung, Rechtsbildung und Verfassung geführt. Diese These impliziert, dass kulturelle und strukturelle Bildungen von starker Verschiedenheit aufeinander gestoßen und zu einer lang andauernden Auseinandersetzung genötigt worden sind.
Hierzu wollte die Arbeitsgruppe untersuchen:
- die Entwicklung der räumlichen und quantitativen Beziehungen von slawischer und deutscher agrarischer und urbaner Siedlung in ihrer regionalen Differenzierung;
- unter welchen rechtlichen und sozialen Bedingungen, mit welchen politischen und wirtschaftlichen Funktionen und in welchen strukturellen Formen die slawische Bevölkerung in ihren verschiedenen sozialen Schichten am hochmittelalterlichen Landesausbau teilgenommen hat.

Insbesondere wollte die Arbeitsgruppe ermitteln, „was von Sprache, Recht, Sitte, politischen Institutionen, wirtschaftlichen Formen der alteingesessenen slawischen Bevölkerung überdauert und in welcher Weise es auf die eingewanderte deutsche Bevölkerung eingewirkt hat“. Diese Untersuchung sollte ermöglicht werden durch eine interdisziplinäre Zusammenarbeit von Mittelalterlicher Geschichte, Rechtsgeschichte, Siedlungsgeographie, Namenkunde, Mittelalterarchäologie, Ethnographie und Kunstgeschichte.

### Ausgangspunkt Forschungsgeschichte
Zur bereits in der ersten Hälfte des 19. Jahrhunderts beginnenden Forschungsgeschichte stellte Fritze dar, dass am Anfang eine volksgeschichtliche Fragestellung stand: Es galt damals, „die in der Ostsiedlung vollbrachte kulturelle Leistung des deutschen Volkes herauszuarbeiten und als Erfüllung eines dem Deutschtum im östlichen Mitteleuropa zuteil gewordenen geschichtlichen Auftrages zu erfassen sowie die durch die Ostsiedlung bewirkte restlose Integrierung der einst slawischen Länder Ostdeutschlands in den deutschen Volkskörper zu erweisen“. Schon eine der frühesten zusammenfassenden Darstellungen der Ostsiedlung sieht sie als Teilvorgang einer säkularen kulturellen und politischen Auseinandersetzung zwischen Deutschen und Slawen: Der Weltkampf der Deutschen und Slawen von M. W. Heffter, Hamburg 1847. In den 1920er und 1930er Jahren wurde schließlich die mittelalterliche deutsche Ostsiedlung in den geschichtlichen Zusammenhang einer die ganze deutsche Geschichte in allen ihren Perioden übergreifenden, das deutsche Volk in seiner Gesamtheit erfassenden „deutschen Ostbewegung“ (Schlagwort: „der deutsche Drang nach Osten“) hingestellt (Hermann Aubin, 1939). Die Forschungsgeschichte jener Zeit war einerseits bestimmt von ideologischen Motiven, andererseits durch die Erschließung neuer Quellengruppen über die Schriftquellen hinaus, z. B. durch Flurkarten des 18. und 19. Jahrhunderts. Durch die Kombination von Schriftquellen und der kartographischen Analyse ließ sich die Aufsiedlung großer Flächen durch geistliche und weltliche Herrschaften erschließen.

### Forschungsstand 1980 und Forschungsfragen
Der von Fritze dargestellte Forschungsstand 1980 und die zu bearbeitenden Forschungsfragen lassen sich wie folgt zusammenfassen. Durch die auf Schriftquellen und kartographischer Analyse beruhende Siedlungsgeographie wurde die besondere Bedeutung der Zisterzienser für den Prozess des Landesausbaus besser erkennbar. Erkennbar wurde aber auch, dass nicht alle Siedlungen von den Zisterziensern selbst erschlossen worden, sondern in nicht geringem Umfang durch Schenkungen in ihren Besitz gelangt waren. Die Zisterzienser beschränkten sich schon im 12. Jahrhundert nicht mehr auf die Eigenversorgung durch Landwirtschaft. Sie wollten zusätzlich die Gewinnmöglichkeiten des Handels nutzen. Dafür übernahmen sie bereits bestehende Märkte und Krüge und errichteten schon bald weitere.

Schich fasste 1979 zusammen: 

„Ausgehend von den in der Ordenstradition verbreiteten Hinweisen auf die Errichtung der Klöster in der Wildnis, bildete sich im 19. Jahrhundert die Lehre von den hervorragenden Leistungen der Zisterzienser in der Kultivierung nicht oder wenig erschlossener Räume heraus. Damit verknüpfte sich, namentlich in der deutschen Forschung, die Ansicht von der kulturellen Rückständigkeit aller slawischen Gebiete in der Zeit vor dem Einsetzen der sogenannten deutschen Ostkolonisation des hohen Mittelalters. Scharen von Mönchen und Konversen hätten sich als Pioniere der Zivilisation und des Deutschtums in den slawischen Einöden niedergelassen und, in gemeinsamer Arbeit mit den herbeigerufenen deutschen Bauern, im 12. und 13. Jahrhundert östlich der Elbe ‚terras desertas‘ [wüste Ländereien] in blühende Kulturlandschaften verwandelt. Selbst wenn man den Quellen entnehmen musste, dass den Zisterzienser hier schon bestehende Dörfer überlassen wurden, hielt man mit Franz Winter, dem Autor des in den Jahren 1869–1871 erschienenen dreibändigen Werkes über die ‚Zisterzienser des nordöstlichen Deutschlands‘, lange daran fest, dass die ‚eigentliche Kultivierung‘ der nur von den unfähigen Slawen bzw. ‚von armen und faulen Polen‘ bewohnten Länder von den Zisterziensern noch zu leisten war.“

 An dieser Stelle machte sich besonders die Zusammenarbeit mit der ebenfalls am Friedrich-Meinecke-Institut betriebenen Zisterzienserforschung im Rahmen der vergleichenden Ordensforschung bemerkbar (Kaspar Elm, Dietrich Kurze, Lorenz Weinrich).
Zur Frage nach Stellung und Funktionen der fortlebenden slawischen Bevölkerung und der Bedeutung ihrer Institutionen für die strukturelle Entwicklung der ostdeutschen Territorien war auf die widerlegte „Ausrottungs-“ bzw. „Vertreibungstheorie“ hinzuweisen. Obwohl sie bereits seit 1900 als wissenschaftlich widerlegt galt, war zur selben damaligen Zeit eine Tendenz erkennbar, die Bedeutung des slawischen Ethnikums für die allgemeine geschichtliche Entwicklung der ostdeutschen Länder möglichst gering einzuschätzen. – Zu der behaupteten geringen Siedlungsdichte hatte die Archäologie seitdem (um 1970) gezeigt, dass aufgrund starker regionaler Unterschiede generalisierende Aussagen kaum möglich waren.
Die Einwanderung deutscher Siedler hat zwar die Bevölkerungsdichte vervielfacht, war aber bei weitem nicht so groß, wie die ältere Forschung angenommen hatte. Das „Verstummen der slawischen Sprache“ erfolgte regional zu ganz verschiedenen Zeiten, und wie lange slawisches Recht weitergelebt hatte, war 1980 kaum bekannt.
Zur negativen Wertung des slawischen Anteils am Landesausbau hatten objektive Daten des Quellenmaterials beigetragen: die Kleinräumigkeit slawischer Siedlungen, z. T. mit ausgesprochen gedrückter rechtlicher und sozialer Stellung (Kietze). Unter den Kossäten fanden sich auch Slawen, aber das Kossätentum hat keine Wurzeln in slawischen Institutionen, sondern in der norddeutschen Agrarverfassung. Ebenso sind Rundlinge nicht ursprünglich slawische Dorfformen, sondern entstanden erst durch Umstrukturierungen im Rahmen des Landesausbaus. Krenzlin konnte zeigen, dass nicht der ethnische Faktor, sondern der geomorphologische in Verbindung mit dem wirtschaftlichen die Entwicklung der slawischen Siedlung in der Mark bestimmt hat. Die Frage, ob die mancherorts rechtlich schlechtere Stellung der Slawen zum Ausbau der Gutsherrschaft (oft als Folge der Aufgabe von Dorfgemeinschaften aufgrund spätmittelalterlicher Wüstungserscheinungen) beigetragen hat, zählte und zählt zu den ungelösten Fragen. Andererseits konnte gezeigt werden, dass eine nicht geringe Zahl pommerscher und mecklenburgischer Adelsfamilien auf slawischen Adel zurückgehen.
Auf dem Gebiet der städtischen Siedlung haben lange Zeit die in Deutschland vertretene „Kolonisationstheorie“ und die von polnischen Gelehrten verfochtene „Evolutionstheorie“ in scharfem Gegensatz einander gegenübergestanden: Entstanden die deutschrechtlichen Städte „aus wilder Wurzel“ oder in Anknüpfung an slawische „präurbane“ Siedlungskerne? Da Schlesinger und Ludat Letzteres in vielen Fällen nachweisen konnten, galt die alte Kolonisationstheorie spätestens 1980 als überholt. Die polnische Evolutionstheorie galt damit zwar nicht uneingeschränkt als akzeptiert, aber die Standpunkte beider Seiten hatten sich deutlich genähert. Der Anteil der Slawen an der städtischen Bürgerschaft war offenbar regional unterschiedlich.
Bei der Frage nach dem Fortwirken slawischer Institutionen war festzustellen, dass die Vogteiverfassung in den nordöstlichen Territorien offenbar an slawische Burgbezirke anknüpfte, ebenso die kirchenrechtliche Organisation der großflächigen „Urpfarreien“ (in Brandenburg setzte sich allerdings sehr schnell das Prinzip der Dorfpfarrei durch).
Eine elementare Frage war das bisher wenig behandelte sozialpsychologische Verhältnis der beiden Ethnika zueinander, sowohl kleinteilig in den mittelalterlichen Siedlungen als auch generell im nationalen Verhältnis während des 19. und 20. Jahrhunderts. Vorrangig waren der IAG daher historiographisch-ideologiekritische Untersuchungen. Unter dem Eindruck der erstarkenden panslawistischen Bewegung bei Tschechen, Polen und Russen und im Erleben des nationalen Erwachens bei Polen und Tschechen in der Mitte des 19. Jahrhunderts hatte sich in der deutschen Publizistik und Historiographie immer stärker ein Geschichtsbild durchgesetzt, das dem deutschen Volk als dem Träger einer angeblich überlegenen Kultur eine geschichtliche Aufgabe, eine politische und kulturelle Mission gegenüber seinen slawischen Nachbarvölkern zuwies. Durch alle Jahrhunderte habe das deutsche Volk einen Kampf mit „dem Slawentum“ führen müssen, um es kulturell und politisch auf eine höhere Stufe zu heben und so dem abendländischen Westen anzugleichen. Dabei habe die deutsche Ostsiedlung eine zentrale Rolle gespielt.
Diese „Kulturträgertheorie“ ist ideologisch eng verbunden mit den Schlagworten vom „deutschen Drang nach Osten“, von der „polnischen Wirtschaft“ und der „slawischen Gefahr“. Als eines der ersten Ergebnisse der IAG Germania Slavica hat Wippermann hierzu mehrere Aufsätze vorgelegt.
Was das Neben- und Miteinander der slawischen und deutschen Bevölkerung im Mittelalter anbetrifft, war und ist vor einem harmonisierenden Bild eines ausschließlich friedlichen Zusammenlebens zu warnen. Derart weitgreifende wirtschaftliche und rechtliche Umbildungen können nicht ohne erhebliche Härten für größere Bevölkerungsgruppen vor sich gegangen sein; in einigen Fällen ist eine Diskriminierung von Slawen auch wahrscheinlich zu machen. Oft zitierte Beispiele sind die „Vertreibung“ der Bewohner aus dem slawischen Dorf Ragösen durch die Zisterzienser in Chorin und die Zunftbeschränkungen durch den „Wendenparagraphen“. Bei genauerer Untersuchung zeigt sich jedoch, dass es sich eher um Einzelfälle handelt und auch das Ethnikum nicht der vorrangige Grund der Diskriminierung war; auch im Westen Europas haben die Zisterzienser bei Eigentumsübernahme Dorfbevölkerungen umgesiedelt.
Mit diesen Forschungsvorhaben wollte Fritzes Arbeitsgruppe, wie schon vorher Schlesinger, alte Vorurteile revidieren. Vieles von dem dargestellten Forschungsstand hatte, obwohl zeitweise schon seit Jahrzehnten vorliegend, noch nicht Aufnahme gefunden in das öffentliche Geschichtsbewusstsein vom deutsch-slawischen Verhältnis. Dies zeigte sich beispielhaft in den zeitgleichen Wanderungen und Fahrten in der Mark Brandenburg (10 Bände, 1974–1983) von Hans Scholz, damals Feuilleton-Chef des Tagesspiegels, der vieles von dem unkritisch wiederholte, was ein Jahrhundert vorher Theodor Fontane vor Beginn intensiverer Geschichtsforschung über die Wenden und Zisterzienser viel gelesen in die Welt gesetzt hatte. Diese unkritische Wiederholung musste zementierend auf die „Kulturträger-Theorie“ wirken.
Um von pauschalen Urteilen abzukommen, war es erforderlich, differenzierend kleinere Gebiete detailliert zu untersuchen. Als erste Region wurde aus pragmatischen Gründen (vor dem Fall der Berliner Mauer) das Havelland gewählt, zu dem Berlin-Spandau mit seinem archäologisch gut untersuchten slawischen Burgwall ebenso gehört wie auch die benachbarte deutsche Gründungsstadt.
Soweit die IAG in ihren Ergebnissen von „vorkolonialer Zeit“ sprach, ist nicht der (außereuropäische) Koloniebegriff des 19. Jahrhunderts gemeint, sondern nach dem lateinischen Ursprung (colere = anbauen, bebauen) die innere Landeskultivierung. Dasselbe ist zu beachten, wenn die Kunstgeschichte die ostelbischen Kirchen des 13. Jahrhunderts als „kolonisationszeitliche Architektur“ bezeichnet.
Fritze († 1991) hat 1984 (nach dem 4. Band der Reihe Germania Slavica) das vorläufige Fazit gezogen: „Eine Geschichte der ‚ostdeutschen Kolonisation‘ zu schreiben wird künftig kaum noch möglich sein. An ihre Stelle muß eine Geschichte des hochmittelalterlichen Landesausbaues im östlichen Deutschland treten, in dem Deutsche und Slawen auf vielfältige Weise neben und miteinander gewirkt haben.“

## Die Germania Slavica als Arbeitsgebiet des GWZO in Leipzig (1995–2007)
Von den vier Arbeitsgebieten des Geisteswissenschaftlichen Zentrums Geschichte und Kultur Ostmitteleuropas (GWZO) in Leipzig trägt das erste den Namen Die „Germania Slavica“ als westlicher Rand Ostmitteleuropas und der mittelalterliche Landesausbau zu deutschem Recht in Ostmitteleuropa. Das GWZO entstand 1995 aus Instituten der 1991 aufgelösten Akademie der Wissenschaften der DDR. Die Überleitung der Arbeitsgruppe über Zwischenlösungen erfolgte auf Initiative von Klaus Zernack (FU Berlin). Von der Akademie hat die Arbeitsgruppe die Disziplinen Archäologie und Namenkunde, von der FU Berlin den Titel und die stärkere Beteiligung der Geschichtswissenschaften und den Versuch der Zusammenführung der Ergebnisse übernommen.
Dem Gründungsdirektor Winfried Eberhard folgte 1997 Christian Lübke (Universität Greifswald); die Koordination der bis zu 15 Mitarbeiter aus den Disziplinen Mittelalterliche Geschichte, Archäologie, Namenkunde und Kunstgeschichte vor Ort lag seit 2000 bei Matthias Hardt. Die Arbeitsgruppe hat sich zunächst auf Mecklenburg konzentriert: Das Projekt wurde 2007 abgeschlossen. Das GWZO arbeitet an verwandten Fragestellungen weiter.

## Perspektiven
Forscher wie der Archäologe Sebastian Brather beziehen sich in ihrer Arbeit ausdrücklich auf das Projekt Germania Slavica. Dabei geht es z. B. um die Widerlegung der „Urgermanentheorie“, die eine ununterbrochene germanisch(-deutsche) Besiedlung auch im Mittelalter behauptet. Die nur vorübergehend während der Völkerwanderung abgezogenen Germanen seien (als inzwischen Deutsche) während des Hochmittelalters zum „urdeutschen Boden“ zurückgekehrt, um ihre „Kulturmission“ zu vollenden. Seit dem späten 19. Jahrhundert war die „primitive Sachkultur“ der Slawen zu einem Stereotyp in der Archäologie geworden. Die Slawen seien ehemals zu großen Teilen eine „Fischereibevölkerung“ gewesen; sie hätten also den Ackerbau gegenüber der Viehhaltung und der Jagd vernachlässigt. Albert Kiekebusch (1870–1935): „Armseligkeit“, „Absturz von der germanischen Kultur der Völkerwanderung zur wendischen herab“; Gustaf Kossinna (1858–1931): „armutsvolle Eintönigkeit“; Wilhelm Unverzagt (1892–1971): „slawische Primitivität“.
Die sich in der Zwischenkriegszeit (1918–1939) häufenden Verweise auf die Primitivität slawischer Sachkultur sind ein indirekter Reflex der Politik. Sie bezogen sich durchaus nicht nur auf die slawische Vorbevölkerung, sondern wurden teilweise auch auf den bis heute bestehenden Teil der Germania Slavica, die Sorben, angewandt. Die „Kulturlosigkeit der Slawen“ und ihre „Unfähigkeit zur eigenen Staatenbildung“ schienen starke historische Argumente für deutsche Territorialansprüche in Ostmitteleuropa zu sein. In Deutschland wurden aus den 1918 verlorenen Ostgebieten rasch „der deutsche Osten“ und schließlich der „Ostraum“, beides eindeutig politische Kampfbegriffe. Von da aus war es nur noch ein kurzer Schritt bis zum Anspruch auf weit ausgreifende Eroberung, für den die „slawischen Untermenschen“ bedenkenlos ausgerottet werden durften.
Als universitäres Fach konnte sich die prähistorische (nicht die antike) Archäologie erst zwischen 1920 und 1950 etablieren. Carl Schuchhardt (1859–1943) erkannte, dass hölzerne Bauten anhand von Pfostenlöchern und Balkenspuren im Boden zu erkennen sind. Nach 1945 kamen naturwissenschaftliche Analyse- und Datierungsverfahren hinzu (C14-Datierung, Archäobotanik, Archäozoologie, Mineralogie, Geologie, Klimatologie, Phosphatanalysen), von denen die Dendrochronologie den bisher letzten und bedeutungsvollsten Innovationsschub für die Archäologie in der Germania Slavica darstellt. Der Forschungsstand zu Anfang des 21. Jahrhunderts ist dargestellt bei Sebastian Brather: Archäologie der westlichen Slawen: Siedlung, Wirtschaft und Gesellschaft im früh- und hochmittelalterlichen Ostmitteleuropa. Berlin 2001.

## Veröffentlichungen der Arbeitsgruppe Germania Slavica der FU Berlin
- Germania Slavica I, hrsg. v. Wolfgang H. Fritze, Berlin 1980.
- Germania Slavica II, hrsg. v. Wolfgang H. Fritze, Berlin 1981.
- Germania Slavica III (Frühzeit zwischen Ostsee und Donau. Ausgewählte Beiträge von Wolfgang H. Fritze zum geschichtlichen Werden im östlichen Mitteleuropa vom 6. bis zum 13. Jahrhundert), hrsg. von Ludolf Kuchenbuch und Winfried Schich, Berlin 1982.
- Germania Slavica IV (Barbara Sasse: Die Sozialgeschichte Böhmens in der Frühzeit. Historisch-archäologische Untersuchungen zum 9.–12. Jahrhundert), hrsg. v. Wolfgang H. Fritze, Berlin 1982.
- Germania Slavica V (Das Havelland im Mittelalter. Untersuchungen zur Strukturgeschichte einer ostelbischen Landschaft in slawischer und deutscher Zeit), hrsg. von Wolfgang Ribbe, Berlin 1987.
- Germania Slavica VI (Gertraud Schrage: Slaven und Deutsche in der Niederlausitz: Untersuchungen zur Siedlungsgeschichte im Mittelalter), Berlin 1990.

## Belege
1. ↑  Die polnischen Bergarbeiter im Ruhrgebiet sind eine Erscheinung des 19. Jahrhunderts.
2. ↑  Vgl. sehr ähnlich Crantzius über seine wendischen Vorfahren.
3. ↑  Winfried Schich: Zur Rolle des Handels in der Wirtschaft der Zisterzienserklöster im nordöstlichen Mitteleuropa in der zweiten Hälfte des 12. und der ersten Hälfte des 13. Jahrhunderts. In: Zisterzienser-Studien 4, Berlin 1979, S. 134.
4. ↑  Werner Vogel: Der Verbleib der wendischen Bevölkerung in der Mark Brandenburg. Berlin 1960.
5. ↑  Joachim Herrmann: Siedlung, Wirtschaft und gesellschaftliche Verhältnisse der slawischen Stämme zwischen oder/Neiße und Elbe. Berlin 1968.
6. ↑  Walther Kuhn: Ostsiedlung und Bevölkerungsdichte, München 1960.
7. ↑  Anneliese Krenzlin: Dorf, Feld und Wirtschaft im Gebiet der großen Platten und Täler östlich der Elbe. Remagen 1952.
8. ↑  Eberhard Bohm: Teltow und Barnim. Untersuchungen zur Verfassungsgeschichte und Landesgliederung brandenburgischer Landschaften im Mittelalter. Köln 1978.
9. ↑  Wolfgang Wippermann: Die Ostsiedlung in der deutschen Historiographie und Publizistik. Probleme, Methoden und Grundlinien der Entwicklung bis zum Ersten Weltkrieg. In: Germania Slavica I, 1980, hrsg. v. Wolfgang H. Fritze, S. 41–70; Wolfgang Wippermann: „Gen Ostland wollen wir reiten!“ Ordensstaat und Ostsiedlung in der historischen Belletristik Deutschlands. In: Germania Slavica II, hrsg. v. Wolfgang H. Fritze, S. 187–285.
10. ↑  Winfried Schich: Zum Ausschluss der Wenden in den Zünften nord- und ostdeutscher Städte im späten Mittelalter. In: Alexander Demandt (Hrsg.): Mit Fremden leben. Eine Kulturgeschichte von der Antike bis zur Gegenwart, München 1995, S. 122–136.
11. ↑  Sebastian Brather: Germanen, Slawen, Deutsche. Themen, Methoden und Konzepte der frühgeschichtlichen Archäologie seit 1800. In: Auf dem Weg zum Germania Slavica-Konzept. Perspektiven von Geschichtswissenschaft, Archäologie, Onomastik und Kunstgeschichte seit dem 19. Jahrhundert, hrsg. v. Sebastian Brather und Christine Kratzke, Leipzig 2005, S. 27–60.